# ویک تایبک
ویک تایبک (به انگلیسی: Vic Tayback) (زاده ۶ ژانویه ۱۹۳۰-درگذشته ۲۵ مه ۱۹۹۰) بازیگر آمریکایی بود.
از فیلم‌های و مجموعه‌های تلویزیونی معروف او می‌توان به بازی در پسر عاشق، آلیس اشاره کرد.